# Justo Villar
Justo Wilmar Villar Viveros (Cerrito, 30. lipnja 1977.) je paragvajski nogometni umirovljeni vratar i igrao je za paragvajsku reprezentaciju.
Godine 2004. proglašen je paragvajskim igračem godine, a na Copa Americi 2011. godine proglašen je najboljim vratarom. Dva je puta bio paragvajski prvak s Libertadom (2002. i 2003.), a 2004. godine osvojio je argentinsku Aperaturu s Newell's Old Boysima.
S reprezentacijom Paragvaja nastupio je na tri svjetska prvenstva i pet Copa America.
Karijeru je započeo u Club Sol de América gdje mu je trener bio legendarni Ever Hugo Almeida, također vratar. Od 2008. do 2011. bio je nogometaš Real Valladolida nakon kojeg igra za argentinski Estudiantes.

## Vanjske poveznice
- Profil na bdfutbol.com
- Profil na soccerway.com
- Profil na worldfootball.net